# NGC 1168
NGC 1168 is een spiraalvormig sterrenstelsel in het sterrenbeeld Ram. Het hemelobject werd op 1 oktober 1864 ontdekt door de Duitse astronoom Albert Marth.

## Synoniemen
- PGC 11378
- UGC 2476
- MCG 2-8-47
- ZWG 440.42
- KCPG 85B